# Lotta greco-romana ai Giochi della V Olimpiade - Pesi massimi
La competizione della categoria pesi massimi (oltre 80 Kg) di lotta greco-romana dei Giochi della V Olimpiade si tenne dal 6 al 15 luglio 1912 allo Stadio Olimpico di Stoccolma.

## Formato
Torneo con eliminazione alla seconda sconfitta. I tre o lottatori rimasti disputavano un torneo finale.

## Risultati
| Legenda                               | Legenda |
| ------------------------------------- | ------- |
| Lottatore senza sconfitte             |         |
| Lottatore con una sconfitta           |         |
| Lottatore con due sconfitte Eliminato |         |

### Primo Turno
| Atleta            |       | Atleta            | Ris.      |
| ----------------- | ----- | ----------------- | --------- |
| Yrjö Saarela      | batte | David Karlsson    | Schienato |
| Kalle Viljamaa    | batte | Jean Hauptmanns   | Schienato |
| John Olin         | batte | Raoul Paoli       | Schienato |
| Gustaf Lindstrand | batte | Laurent Gerstmans | Schienato |
| Barend Bonneveld  | batte | Emil Backenius    | Ai punti  |
| Jakob Neser       | batte | Nikolajs Fārnasts | Ai punti  |
| Søren Jensen      | batte | Ned Barrett       | Schienato |
| Adolf Lindfors    | batte | Alrik Sandberg    | Schienato |
| Uuno Pelander     | Bye   | Bye               | Bye       |

### Secondo Turno
| Atleta         |       | Atleta            | Ris.      |
| -------------- | ----- | ----------------- | --------- |
| Uuno Pelander  | batte | David Karlsson    | Ai punti  |
| Yrjö Saarela   | batte | Jean Hauptmanns   | Schienato |
| Kalle Viljamaa | batte | Raoul Paoli       | Schienato |
| John Olin      | batte | Gustaf Lindstrand | Schienato |
| Emil Backenius | batte | Laurent Gerstmans | Schienato |
| Jakob Neser    | batte | Barend Bonneveld  | Schienato |
| Ned Barrett    | batte | Nikolajs Fārnasts | Schienato |
| Søren Jensen   | batte | Adolf Lindfors    | Ai punti  |
| Uuno Pelander  | batte | Alrik Sandberg    | Ai punti  |

### Terzo Turno
| Atleta         |       | Atleta            | Ris.      |
| -------------- | ----- | ----------------- | --------- |
| Yrjö Saarela   | batte | Gustaf Lindstrand | Schienato |
| Kalle Viljamaa | e     | Barend Bonneveld  | 2SQ       |
| John Olin      | batte | Jakob Neser       | Schienato |
| Emil Backenius | batte | Ned Barrett       | Schienato |
| Søren Jensen   | batte | Uuno Pelander     | Ai punti  |
| Adolf Lindfors | Bye   | Bye               | Bye       |

### Quarto Turno
| Atleta         |       | Atleta         | Ris.       |
| -------------- | ----- | -------------- | ---------- |
| Jakob Neser    | batte | Adolf Lindfors | Per ritiro |
| Yrjö Saarela   | batte | Søren Jensen   | Schienato  |
| Kalle Viljamaa | batte | John Olin      | Schienato  |
| Emil Backenius | batte | Uuno Pelander  | Schienato  |

### Quinto Turno
| Atleta       |       | Atleta         | Ris.       |
| ------------ | ----- | -------------- | ---------- |
| John Olin    | batte | Yrjö Saarela   | Per ritiro |
| Jakob Neser  | batte | Kalle Viljamaa | Ai punti   |
| Søren Jensen | batte | Emil Backenius | Ai punti   |

### Sesto Turno
| Atleta       |       | Atleta      | Ris.      |
| ------------ | ----- | ----------- | --------- |
| Yrjö Saarela | batte | Jakob Neser | Schienato |
| John Olin    | Bye   | Bye         | Bye       |
| Søren Jensen | Bye   | Bye         | Bye       |

### Torneo Finale
| Atleta       |       | Atleta       | Ris.       |
| ------------ | ----- | ------------ | ---------- |
| Yrjö Saarela | batte | Søren Jensen | Schienato  |
| John Olin    | batte | Søren Jensen | Per ritiro |
| Yrjö Saarela | batte | John Olin    | Schienato  |

## Classifica finale
| Pos.    | Atleta       | Nazione   |
| ------- | ------------ | --------- |
| Oro     | Yrjö Saarela | Finlandia |
| Argento | John Olin    | Finlandia |
| Bronzo  | Søren Jensen | Danimarca |